# 普农布雷县
普农布雷县，一译普农波乐县，是柬埔寨马德望省下辖的一个县。
据1998年人口普查，此县共有15,355人。